# Pilgrimage of Grace
Pilgrimage of Grace (Nådens Pilgrimsfärd) var ett romersk-katolskt uppror i norra England  1536, i protest mot Englands brytning med Rom och klosterupplösningen, såväl som övrigt politiskt, socialt och ekonomiskt missnöje. Även om namnet syftar på ett specifikt uppror kring York, har termen kommit att användas för en rad uppror som inträffade i norra England i slutet av 1536 och i början av 1537.

## Bakgrund: Lincolnshireupproret
Lincolnshireupproret var ett kortvarigt romersk-katolskt uppror mot Henrik VIIIs etablerande av den engelska kyrkan och klosterupplösningen. Det inleddes vid St. James Church i Louth, efter aftonsången 1 oktober 1536, kort efter att Louth Abbey stängts, och fick snabbt stöd i Horncastle, Caistor och andra näraliggande städer. Folket i Louth hade nyligen köpt en ny kyrktornspira. Upprorsmakarna var upprörda över kommissionärernas handlingar och begärde att insamlandet av bidrag skulle ta slut, att de tio artiklarna skulle avskaffas, att klosterupplösningen skulle avbrytas, att inga skatter skulle tas ut i fredstid, att kättare i regeringen skulle rensas ut och att Statute of Uses skulle återkallas. Med stöd från den lokala lågadeln samlades en styrka som uppskattats till upp till omkring 40 000 man som tågade mot Lincoln och ockuperade katedralen. De krävde att få fortsätta att utöva sin romersk-katolska tro och att kyrkornas dyrbarheter skulle skyddas. Upproret slogs ned 10 oktober 1536 efter att kungen meddelat att de skulle skingras eller möta hertigen av Suffolks styrkor.
Thomas Kendall, kyrkoherden i Louth, tillfångatogs och avrättades, liksom flera andra ledare under de kommande tolv månaderna. Lincolnshireupproret skulle komma att inspirera det kommande Pilgrimage of Grace.

## Pilgrimage of Grace
Direkt efter Lincolnshireupprorets misslyckande, inleddes upproret som från denna tidpunkt, 13 oktober 1536, kom att kallas 'Pilgrimage of Grace'. Orsakerna bakom upproret har länge varit omstridda bland historiker, men några nyckelteman kan urskiljas. 
Ekonomiskt missnöje — Den nordengelska lågadeln var orolig över den nya Statute of Uses. Det fanns också folklig oro för en ny skatt på får. Skörden 1535 hade också lett till höga matpriser, som kan ha bidragit till missnöjet. 
Politiskt missnöje — Många i norra England hade ogillat det sätt på vilket Henrik VIII hade förskjutit Katarina av Aragonien. Det fanns också ilska mot Thomas Cromwells ökande makt.
Religiöst missnöje — Den lokala kyrkan var för många i norra England centrum för samhällslivet. Många vanliga bönder oroade sig för att deras kyrksilver kunde bli konfiskerat. Det fanns också rykten om att dop kunde bli beskattade. De nyligen publicerade tio artiklarna och den nya böneordningen som regeringen utfärdat 1535 hade också gjort den officiella läran mer reformerad, vilket gick emot de konservativa trosuppfattningar som var vanliga i norra England.
Robert Aske, en advokat i London som kom från en familj i Richmondshire, gick med nio tusen anhängare in i och ockuperade York. Där ordnade han så att de förvisade munkarna och nunnorna kunde återvända till sina hus; Kungens hyresgäster drevs ut och katolsk religionsutövning återupptogs. Upporets framgång var så stor att de kungliga ledarna, hertigen av Norfolk och earlen av Shrewsbury, inledde förhandlingar med rebellerna i Doncaster, där Aske hade samlat mellan trettio- och fyrtiotusen män.
Henrik gav Norfolk fullmakt att utlova en allmän benådan och att ett parlament skulle hållas i York inom ett år. Aske skingrade sedan sina anhängare, eftersom han litade på kungens löften.

## Fas tre
Dessa löften hölls inte, och i januari 1537 skedde ett nytt uppror i Cumberland och Westmoreland (vilket Aske försökte förhindra) under sir Francis Bigod, och spreds till Yorkshire. När detta skett arresterade kungen Aske och flera av de andra ledarna, såsom Darcy, Constable och Bigod, som alla dömdes för högförräderi och avrättades. När upproret förlorat sina ledare kunde hertigen av Norfolk undertrycka det och krigslagar infördes i de upproriska områdena och upproret tog slut.

## Framgångar och misslyckanden
Upproret i Lincolnshire Rising och Pilgrimage of Grace har traditionellt betraktats som fullständiga misslyckanden, men de åstadkom faktiskt flera resultat.

### Framgångar
- Regeringen sköt upp insamlingen av anslaget för oktober. Detta hade varit en viktig källa till missnöje bland rebellerna i Lincolnshire.
- Statute of Uses upphävdes av en ny lag, Statute of Wills.
- De fyra sakramenten utelämnades från de tio artiklarna, återinfördes i Bishop's Book från 1537. Detta markerade slutet på den officiella lärans drift i riktning mot protestantism. Bishop's Book följdes av sex artiklarna 1539.
- En attack mot kätteri utlovades i en kunglig proklamation  1538.
- Thomas Cromwell flyttades från makten 1540.
- Prinsessan Maria (senare drottning Maria I av England) återinfördes i successionsordningen 1544.
- Council of the North återupprättades 1537.

### Misslyckanden
- Klosterupplösningen fortsatte oförminskat och de största klostren upplöstes 1540.
- Stora mängder jord togs från kyrkan och överfördes till monarken.
- De förändringar i riktning mot officiell protestantism som åstadkommits av Cromwell upphävdes inte[2] (förutom under Maria I:s regering 1553–1558).

### Fotnoter
1. ↑  Halpenny, Baron (3 juli 2009). ”Lincolnshire Uprising - A Very Religious Affair”. BBC. http://www.bbc.co.uk/lincolnshire/content/articles/2009/07/03/lincolnshire_uprising_feature.shtml. Läst 2 december 2020.
2. 1 2  ”Participants in the Pilgrimage of Grace”. Oxford Dictionary of National Biography. 2 maj 2009. https://www.oxforddnb.com/view/10.1093/ref:odnb/9780198614128.001.0001/odnb-9780198614128-e-95587. Läst 2 december 2020.
3. 1 2 3 4  ”Pilgrimage of Grace”. Encyclopaedia Bitannica. https://www.britannica.com/event/Pilgrimage-of-Grace. Läst 2 december 2020.